# Yeoreum hyang-gi
Yeoreum hyang-gi (여름향기?, lett. Profumo d'estate; titolo internazionale Summer Scent, conosciuto anche come Scent of Summer) è una serie televisiva sudcoreana trasmessa su KBS2 dal 7 luglio al 9 settembre 2003. Ha avuto una media d'ascolto del 10,7%, con un picco massimo di 11,6%.

## Trama
Il primo amore di Yoo Min-woo è stata Seo Eun-hye, morta in un incidente stradale. Mentre i genitori della ragazza donano gli organi e il cuore viene trapiantato a Shim Hye-won, Min-woo, ancora sconvolto dalla morte della fidanzata, va in Italia a studiare. Quando torna, il destino gli fa incontrare Hye-won: fin dal primo incontro con Min-woo, durante il quale il suo cuore ha accelerato i battiti, Hye-won non riesce a capire cosa provi quando è con lui, mentre Min-woo si sente in colpa nei confronti di Eun-hye per i sentimenti che inizia a provare per Hye-won. Passando del tempo insieme a causa di un progetto lavorativo, Min-woo inizia a notare delle somiglianze tra Eun-hye e Hye-won; quest'ultima, non sapendo se quello che prova sia vero o causato dai sentimenti di un tempo di Eun-hye, accetta di sposare il fidanzato Park Jung-jae. Per dimenticarla, Min-woo decide di trasferirsi in Italia, ma si presenta al matrimonio per vederla un'ultima volta. La ragazza si accorge della sua presenza e, inseguendolo, sviene. Prima di partire, Min-woo riesce a convincerla a sottoporsi a un intervento cardiaco senza il quale morirebbe sicuramente, ma, poco dopo il suo arrivo in Italia, viene informato che Hye-won non è sopravvissuta all'operazione. Tre anni dopo, Min-woo torna in Corea come direttore di un centro d'arte; durante la sua assenza, Hye-won si è sottoposta a due trapianti di cuore. Quando la coppia si incontra per caso sugli scalini del centro d'arte, il battito accelerato del nuovo cuore di Hye-won le segnala la presenza di Min-woo, confermando una volta per tutte che il loro amore è autentico.

## Personaggi
- Yoo Min-woo, interpretato da Song Seung-heon.
- Shim Hye-won, interpretata da Son Ye-jin.
- Park Jung-jae, interpretato da Ryu Jin.
- Park Jung-ah, interpretata da Han Ji-hye.
- Seo Eun-hye, interpretata da Shin Ae.
- Oh Jang-mi, interpretata da Jo Eun-sook.
- Ji Dae-poong, interpretato da Ahn Jung-hoon.
- Madre di Min-woo, interpretata da Kim Hae-sook.
- Padre di Min-woo, interpretato da Kim Yong-gun.

## Colonna sonora
1. Main Title
2. Secret (비밀) – Jung In-ho
3. Missing U – Seo Jin-young
4. Perhaps (쩌면) – Seo Jin-young
5. Summer Scent (여름향기) – Jung In-ho
6. Serenade
7. Second Romance – Seo Jin-young
8. Summer Scent 2 (여름향기 2)
9. Second Time in Love (두 번째 사랑) – Seo Jin-young
10. Perhaps (strumentale) (쩌면)
11. Serenade – Yoo Mi-sook
12. Secret (strumentale - piano) (비밀)
13. Second Time in Love (strumentale) (두 번째 사랑)
14. Love – Seo Jin-young
15. Secret (strumentale - chitarra) (비밀)
16. If I Said I Loved You (사랑한다면) – Jung In-ho e Seo Jin-young
17. Fox Rain (여우비)
18. Love  (strumentale)

## Riconoscimenti
| Anno | Premio           | Categoria             | Ricevente  | Risultato       |
| ---- | ---------------- | --------------------- | ---------- | --------------- |
| 2003 | KBS Drama Awards | Miglior nuova attrice | Han Ji-hye | Vincitore/trice |